# 曽根田白塚古墳
曽根田白塚古墳（そねだしらつかこふん、曾根田白塚古墳）は、広島県福山市芦田町下有地（しもあるじ）にある古墳。形状は円墳。広島県指定史跡に指定されている。

## 概要
広島県東部、芦田川南岸において久田谷の北側丘陵の頂上付近に築造された小円墳である。これまでに発掘調査は実施されていない。
墳形は円形で、直径約9メートルを測る。埋葬施設は横口式石槨で、南方向に開口する。花崗岩の切石を使用した整美な石槨であり、隙間には漆喰が遺存する。副葬品は詳らかでない。
築造時期は、古墳時代終末期の7世紀後半頃と推定される。横口式石槨古墳の多くは畿内に限られるが、備後地方は本古墳のほか猪ノ子古墳（福山市加茂町下加茂）・尾市1号墳（福山市新市町常）でも横口式石槨を採用する点で特異性を示しており、畿内ヤマト王権との強い結びつきを示唆するとして重要視される古墳になる。
古墳域は1981年（昭和56年）に広島県指定史跡に指定されている。

## 埋葬施設

石槨俯瞰図

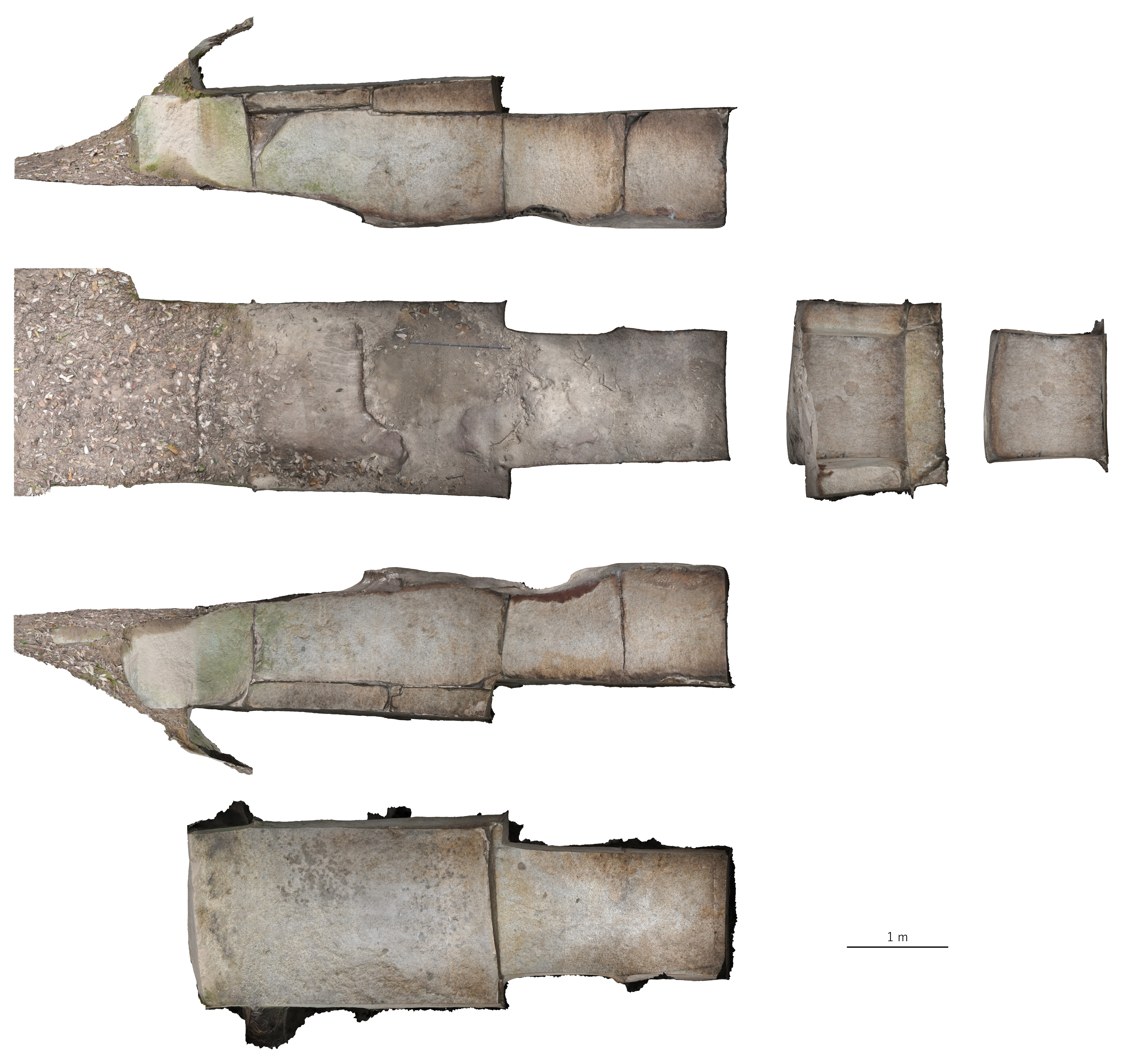
石槨展開図

埋葬施設としては横口式石槨が構築されており、南方向に開口する。石槨の規模は次の通り。
- 石槨部：長さ2.19-2.20メートル、幅1.22-1.23メートル、現在高さ1.22メートル（奥）
- 羨道部：長さ3.64-3.75メートル、幅1.80-1.81メートル、現在高さ1.1メートル（開口部）

石槨の石材には花崗岩の切石が使用される。石槨部の東側石には意図的に亀裂が入れられており、西側石と対称的になることが意識される。石の隙間には漆喰が残存するほか、石槨部には底石が無い点で特異な石槨になる（横穴式石室から横口式石槨への変容を示す）。

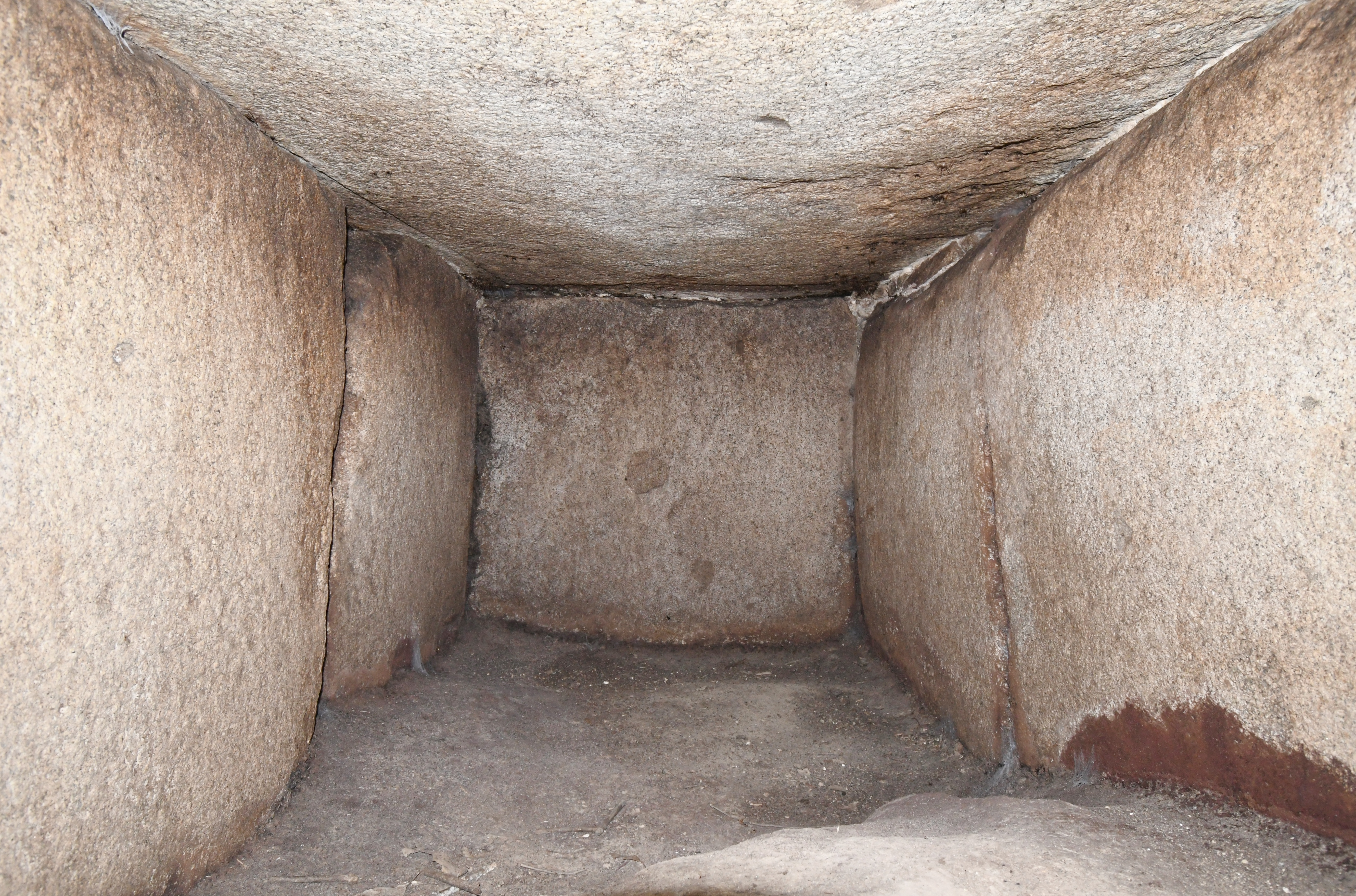
石槨部（奥壁方向）
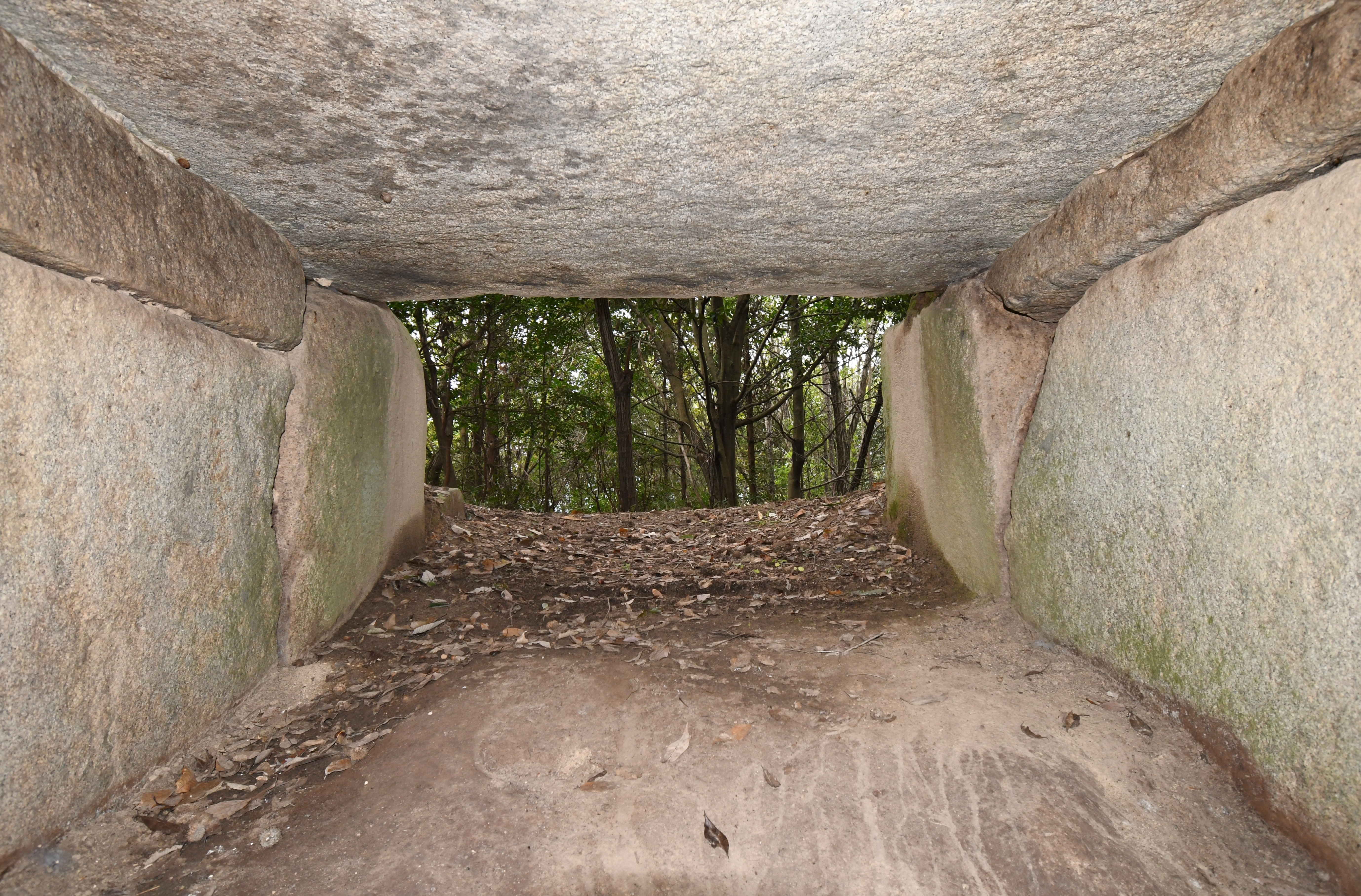
羨道（開口部方向）
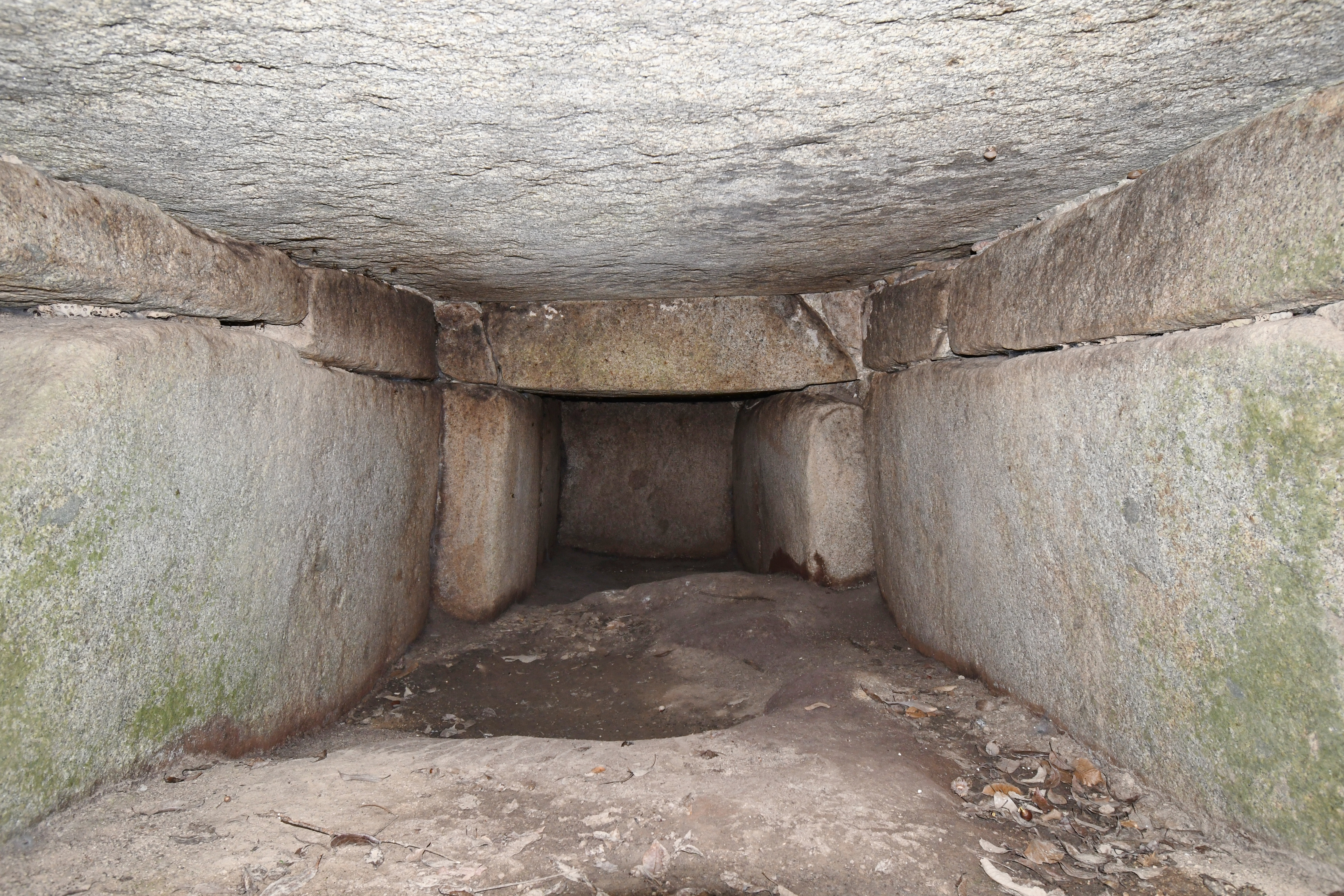
羨道（石槨部方向）
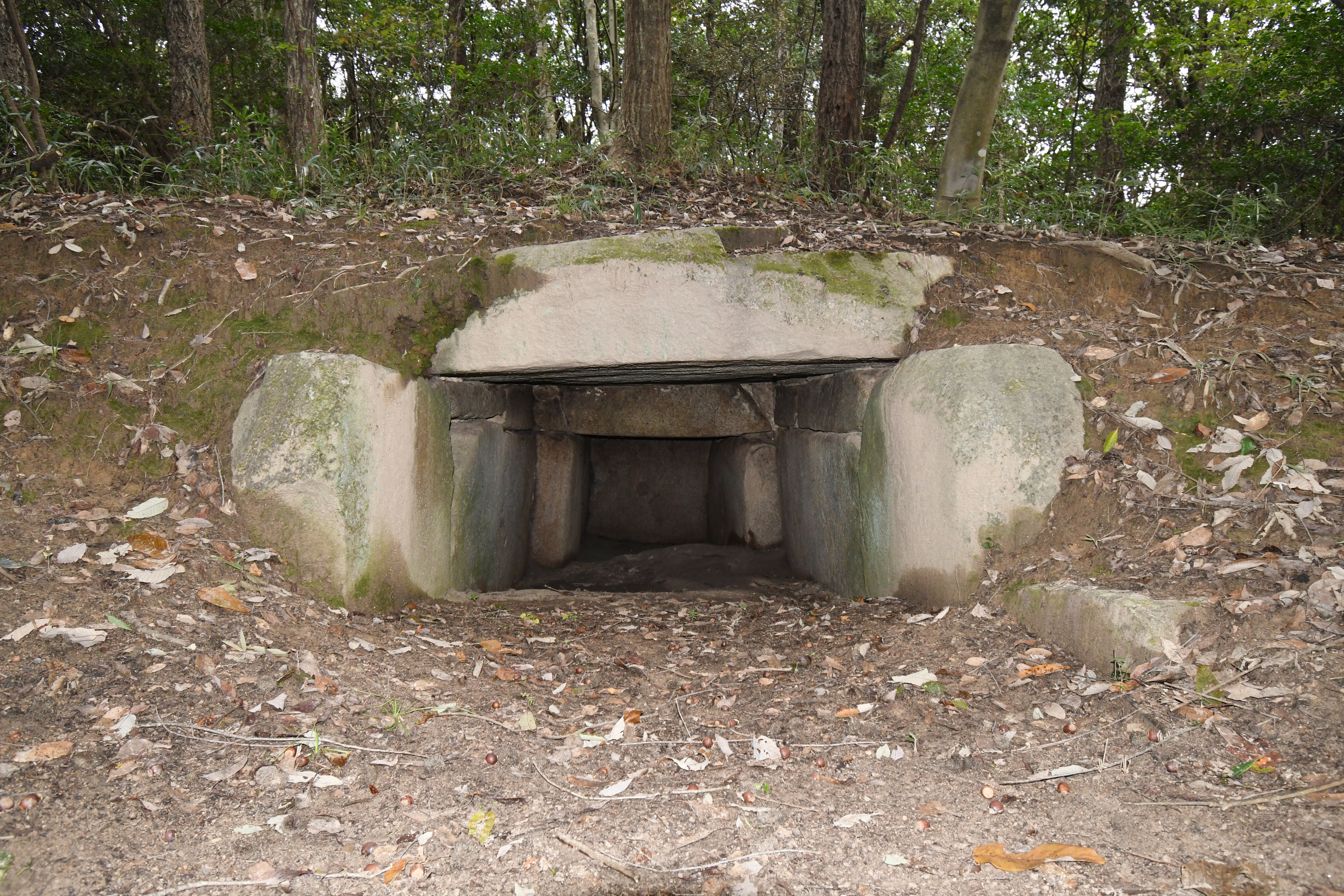
開口部

## 文化財

### 広島県指定文化財
- 史跡
  - 曽根田白塚古墳 - 1981年（昭和56年）4月17日指定[2]。